# ۲۵ ذی‌القعده
۲۵ ذیقعده، بیست و پنجمین روز از ماه ذیقعده در تقویم هجری قمری است.
در تقویم هجری قمری قراردادی این روز سیصد و بیستمین روز سال است.

## مناسبت‌ها
- روز دحوالارض

## وقایع
- ۱۰ ه‍.ق ـ حرکت پیامبر اسلام از مدینه برای حجة الوداع

## زادگان
- ۴۳۹ - «خیام نیشابوری» شاعر، فیلسوف، پزشک و ریاضی‌دانِ شهیر ایرانی
- ابراهیم از پیامبران الهی به نقل از امام رضا
- ۱۰ - محمد بن ابوبکر از یاران علی بن ابی‌طالب

## درگذشتگان
- «میرزاعیسی قائم مقام فراهانی» وزیر نامدار عهد فتحعلی شاه قاجار (۱۲۳۷ ق)